# Amadeu González Ferreiros
Amadeu González Ferreiros OdeM (* 23. Juli 1911 in Sindrán, Monforte de Lemos, Provinz Lugo; † 20. März 1995) war ein spanisch-brasilianischer römisch-katholischer Ordensgeistlicher und Prälat von São Raimundo Nonato.

## Leben
Amadeu González Ferreiros trat der Ordensgemeinschaft der Mercedarier bei und empfing am 22. Dezember 1934 die Priesterweihe.
Papst Johannes XXIII. ernannte ihn am 23. Dezember 1961 zum ersten Prälaten der ein Jahr zuvor errichteten Territorialprälatur São Raimundo Nonato. Am 18. Februar 1963 ernannte ihn der Papst zum Titularbischof von Metrae. Der Apostolische Nuntius in Brasilien, Erzbischof Armando Lombardi, spendete ihm am 19. Mai desselben Jahres die Bischofsweihe. Mitkonsekratoren waren der Prälat von Bom Jesus do Piauí, José Vázquez Díaz OdeM, und der Bischof von Oeiras, Edilbert Dinkelborg, OFM.
Er nahm an allen vier Sitzungsperioden des Zweiten Vatikanischen Konzils als Konzilsvater teil.
Am 28. Dezember 1967 nahm Papst Paul VI. seinen Rücktritt an.